# 意式甜釀
意式甜釀，是日本純種競賽馬匹。生涯活躍於中長途賽事，曾於勝出日經賞、美國賽馬會盃及阪神大賞典。

## 出賽前
2013年3月17日出生於北海道安平町北部牧場，於拍賣會上被馬主金子真人以5292萬日圓購入，馬主名字則以其公司金子真人控股登錄。
其後交由栗東訓練中心練馬師角居勝彥訓練。

## 競賽生涯

### 3歲
由於其於出道前出現骨折的情況，訓練時間被推遲之下於2016年6月12日才出戰阪神競馬場3歲未勝利戰。比賽開始後，其保持於中團靠後位置，通過最後彎道時發力抽出外檔並望空。進入直路後，其加緊腳步展開衝刺，最終轟出優秀末腳之下取得首勝。
其後雖然於美濃特別中敗於其他對手取得第三，但於秋季接連勝出3歲以上500萬獎金以下條件戰及境港特別。

### 4歲
2017年年初其跳級挑戰日經新春盃，賽前獲得第二人氣。比賽開始後，其選擇居中戰術保持於約莫第第五的位置，並於直路順利衝出，但最終仍然未能追上前方的覓奇火箭以鼻位撼負。
3月25日出戰日經賞，比賽初段第一人氣黃金伶人選擇前置，而第二人氣七色線及意式甜釀則保持於較後方的位置穩定推進。通過第三彎道時，面對自己一直緊盯的七色線閃入內欄，騎師田邊裕信並未跟隨，而是指揮其抽出外檔逐步發力加速。進入直路後，其成功憑借彎道的加速開始透出，繼續保持速度下超越前方位置的黃金伶人、Miraieno Tsubasa及天帝頌，以3/4馬位優勢取得首個分級賽冠軍。
由於在日經賞取得捷報，陣營決定安排其出戰春季天皇賞，然而於比賽途中其未能適應較快的步速，最終於直路上有些微失速跡象以第九落敗。
其後繼續於中長途戰線征戰，但除了於寶塚紀念取得第四之外，進入秋季後出戰的秋季天皇賞、日本盃及有馬紀念均未能跑出入板的戰績。

### 5歲
進入2018年後，其因左腳出現骨折的情況，因而直接跳過整個5歲生涯並進入休養。
而於其休養途中的7月6日，由於練馬師角居勝彥因酒駕被停止練馬師職務，因而被轉移至同屬栗東訓練中心的中竹和也馬房。

### 6歲
由於練馬師角居被暫停職務的處罰屆滿，2019年1月7日其重新返回角居之馬房訓練。
1月20日出戰美國賽馬會盃，為其時隔1年1個月的出賽，賽前僅取得第七人氣。比賽開始後，其一直維持於先頭第三、四左右的有利位置，並順應前方領放馬Stay in Seattle做出的步速穩步推進。進入直路後，其成功於所在位置尋找突破的機會，瞬間衝出透出下繼續保持領先的優勢，最終力退追擊的氣自豪下取得第二個分級賽冠軍，同時歷經391日後復出贏得分級賽的時間間隔亦僅次於1988年Suzu Parade於產經賞做出的記錄。
其後增程出戰阪神大賞典，並於生涯首次在分級賽中取得第一人氣。比賽開始後，雖然其於頭200米因出閘不順而陷入不利局面，但騎師於戶崎圭太順應其走勢下放緩速度讓逐步進佔尾三、四左右的位置以平穩的節奏推進。於進入對面直路後，其更以優秀的反應嚮應戶崎的指揮由外檔位置變奏上前，在第三彎道時經已和領放馬Lord Vent d'Or呈現平頭的局面。進入直路後，縱然意式甜釀於比賽中後段經已開始進行長距離加速，但仍然無阻其以凌厲的姿態展開衝刺，最終於其不斷加速下成功帶離後方隊伍，以5馬位的優勢大勝而回。

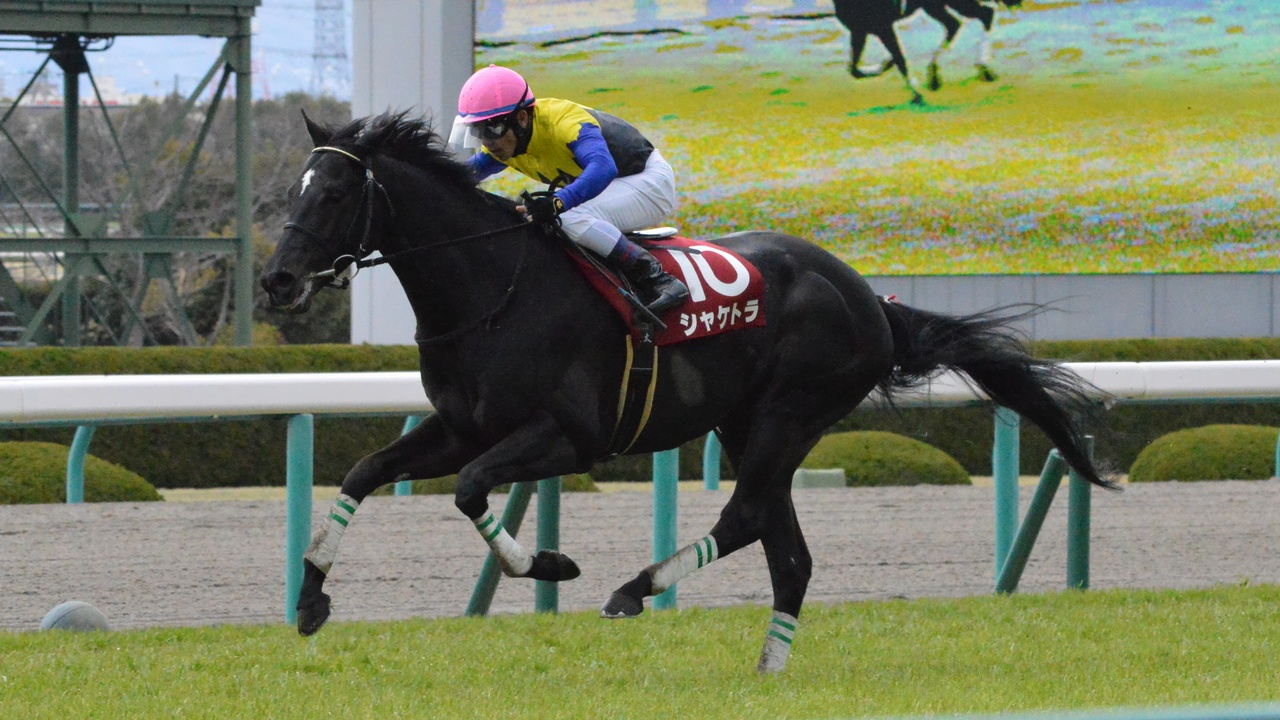
出戰阪神大賞典的意式甜釀

贏得阪神大賞典後，陣營原定安排其以春季天皇賞作為大目標，但於4月17日的快跳途中，其左前腳第一趾骨出現粉碎性骨折。最終於獸醫團隊判定其預後不良下，決定對其施以安樂死，享年6歲。

### 詳細賽績
| 日期       | 舉辦國家 | 馬場 | 距離   | 級別 | 賽事名稱             | 負重 | 騎師     | 馬號 | 出馬 | 名次 | 時間   | 頭馬（二馬）         |
| ---------- | -------- | ---- | ------ | ---- | -------------------- | ---- | -------- | ---- | ---- | ---- | ------ | -------------------- |
| 12/6/2016  | 日本     | 阪神 | 草2000 |      | 3歲未勝利            | 56   | 濱中俊   | 2    | 16   | 1    | 2:00.4 | （Meisho Onimaru）   |
| 3/7/2016   | 日本     | 中京 | 草2000 |      | 美濃特別             | 54   | 濱中俊   | 8    | 10   | 3    | 2:00.1 | Sunrise Couronne     |
| 1/10/2016  | 日本     | 阪神 | 草2400 |      | 3歲以上500萬獎金以下 | 54   | 濱中俊   | 1    | 18   | 1    | 2:27.1 | （Light Fantasia）   |
| 11/12/2016 | 日本     | 阪神 | 草2200 |      | 境港特別             | 55   | 李慕華   | 5    | 9    | 1    | 2:13.7 | （Richie Richie）    |
| 17/7/2017  | 日本     | 京都 | 草2400 | GI   | 日經新春盃           | 53   | 濱中俊   | 3    | 14   | 2    | 2:25.7 | 覓奇火箭             |
| 25/3/2017  | 日本     | 中山 | 草2500 | GI   | 日經賞               | 55   | 田邊裕信 | 13   | 16   | 1    | 2:32.8 | （Miraieno Tsubasa） |
| 30/4/2017  | 日本     | 京都 | 草3200 | GI   | 春季天皇賞           | 58   | 田邊裕信 | 1    | 17   | 9    | 3:13.7 | 北部玄駒             |
| 25/6/2017  | 日本     | 阪神 | 草2200 | GI   | 寶塚紀念             | 58   | 李慕華   | 6    | 11   | 4    | 2:12.0 | 里見皇冠             |
| 29/10/2017 | 日本     | 東京 | 草2000 | GI   | 秋季天皇賞           | 58   | 杜滿樂   | 18   | 18   | 15   | 2:15.1 | 北部玄駒             |
| 26/11/2017 | 日本     | 東京 | 草2400 | GI   | 日本盃               | 57   | 福永祐一 | 13   | 17   | 11   | 2:25.2 | 高尚駿逸             |
| 24/12/2017 | 日本     | 中山 | 草2500 | GI   | 有馬紀念             | 57   | 福永祐一 | 7    | 16   | 6    | 2:34.1 | 北部玄駒             |
| 20/1/2019  | 日本     | 中山 | 草2200 | GII  | 美國賽馬會盃         | 56   | 石橋脩   | 8    | 11   | 1    | 2:13.7 | （氣自豪）           |
| 17/3/2019  | 日本     | 阪神 | 草3000 | GII  | 阪神大賞典           | 57   | 戶崎圭太 | 10   | 11   | 1    | 3:06.5 | （Kafuji Prince）    |

## 血統簡介
父系曼城茶座爲日本賽駒，生涯於長距離賽事有良好表現，包括勝出菊花賞、有馬紀念及春季天皇賞等長距離賽事。祖父週日寧靜爲美國三冠賽雙冠馬，退役後在日本配種，其子嗣贏得巨額獎金，連續12年成為日本冠軍種馬。
母系Samaaha為英國賽駒，生涯僅勝出一般賽事。外祖父談唱劇爲愛爾蘭生產的英國賽駒，生涯戰績優秀，曾勝出日本盃、英國國國際錦標、加拿大國際錦標及加冕盃四項一級賽。

### 血統表
| 父線：週日寧靜系（Halo系）             |                                |                   |                 |
| 種馬 曼城茶座 2002年（棗色）           | 週日寧靜 1986年（棕色）        | Halo              | Hail to Reason  |
| 種馬 曼城茶座 2002年（棗色）           | 週日寧靜 1986年（棕色）        | Halo              | Cosmah          |
| 種馬 曼城茶座 2002年（棗色）           | 週日寧靜 1986年（棕色）        | Wishing Well      | Understanding   |
| 種馬 曼城茶座 2002年（棗色）           | 週日寧靜 1986年（棕色）        | Wishing Well      | Mountain Flower |
| 種馬 曼城茶座 2002年（棗色）           | Subtle Change 1988年（深棗色） | Law Society       | 聲稱            |
| 種馬 曼城茶座 2002年（棗色）           | Subtle Change 1988年（深棗色） | Law Society       | Bold Bikini     |
| 種馬 曼城茶座 2002年（棗色）           | Subtle Change 1988年（深棗色） | Santa Luciana     | Luciano         |
| 種馬 曼城茶座 2002年（棗色）           | Subtle Change 1988年（深棗色） | Santa Luciana     | Suleika         |
| 繁殖雌馬 Samaaha 2006年（深棗色）      | 談唱劇 1992年（棗色）          | 如虎添翼          | 鞍匠井          |
| 繁殖雌馬 Samaaha 2006年（深棗色）      | 談唱劇 1992年（棗色）          | 如虎添翼          | High Hawk       |
| 繁殖雌馬 Samaaha 2006年（深棗色）      | 談唱劇 1992年（棗色）          | Glorious Song     | Halo            |
| 繁殖雌馬 Samaaha 2006年（深棗色）      | 談唱劇 1992年（棗色）          | Glorious Song     | Ballade         |
| 繁殖雌馬 Samaaha 2006年（深棗色）      | Genovefa 1992年（棗色）        | 木人              | 淘金者          |
| 繁殖雌馬 Samaaha 2006年（深棗色）      | Genovefa 1992年（棗色）        | 木人              | Playmate        |
| 繁殖雌馬 Samaaha 2006年（深棗色）      | Genovefa 1992年（棗色）        | Reigning Countess | Far North       |
| 繁殖雌馬 Samaaha 2006年（深棗色）      | Genovefa 1992年（棗色）        | Reigning Countess | Countess Fager  |
| 雌系：號族：4-r                        |                                |                   |                 |
| 五代內近親交配：Halo 3×4、北地舞人 5×5 |                                |                   |                 |

## 命名由來
名字Sciacchetra（シャケトラ）於意大利語中，意思為一種甜點酒，香港採「意式甜釀」作為翻譯。

## 外部連結
- 意式甜釀 netkeiba.com
- 血統表